# Album al numero uno in Finlandia (2016)
Questa è la lista degli album al numero uno in Finlandia nel 2016 secondo la Suomen virallinen lista.

## Classifica
| Suomen virallinen albumilista | Suomen virallinen albumilista | Suomen virallinen albumilista | Suomen virallinen albumilista |
| Settimana                     | Album                         | Artista                       | Nota                          |
| ----------------------------- | ----------------------------- | ----------------------------- | ----------------------------- |
| Settimana 1                   | 25                            | Adele                         | [ 1 ]                         |